# La Fé (1875-1891)
La Fé fue un diario carlista español editado entre 1875 y 1891 en Madrid durante la Restauración alfonsina. En un principio trató con respeto el proyecto de Unión Católica preconizado por Alejandro Pidal (aunque no se integraría en su partido), razón por la que se enemistó con su correligionario El Siglo Futuro y la corriente integrista defendida por este. 
Desautorizado por Don Carlos en 1881, el diario La Fé se mantendría en los márgenes del carlismo hasta fundirse en El Correo Español en 1891, defendiendo una posición crítica respecto a la línea oficial, si bien en 1888 vería reforzadas sus posiciones al ser expulsado del carlismo El Siglo Futuro.

## Historia

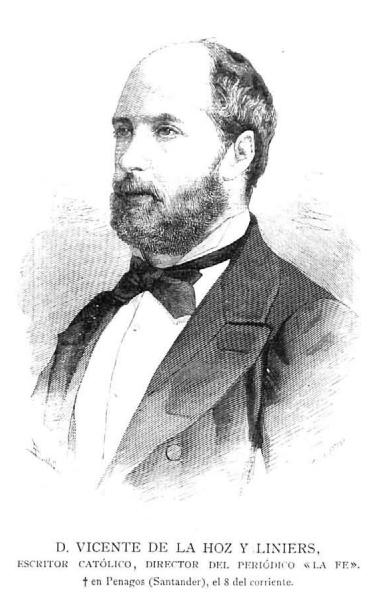
Vicente de la Hoz y de Liniers (1841-1886), segundo director de La Fé.

Sucesor de La Esperanza (1844-1874), diario oficioso del carlismo durante el reinado de Isabel II y el Sexenio Revolucionario, La Fé vio la luz en 1 de diciembre de 1875, bajo el subtítulo de Periódico monárquico. Fue fundado y dirigido por Antonio Juan de Vildósola y posteriormente por el cuñado de este, Vicente de La Hoz, último director de La Esperanza. Apareció francamente carlista, a bandera desplegada, que sostuvo y defendió durante los dieciséis años de su existencia.
En 1879 se imprimía en los talleres de Antonio Pérez Dubrull (Flor Baja, 22); en 1883, en la Imprenta Central, a cargo de Víctor Sáiz (Colegiata, 6), y desde 1888 hasta su cese, en la imprenta de Felipe Pinto (Bola, 8). Editó numerosos libros y solía publicar las siguientes secciones fijas: «Parte oficial. — Artículo de fondo. — Política del día. — Provincias. — Extranjero. — Correo de hoy. — Gacetillas. — Santoral. — Bolsa».
Entre los redactores de La Fé figuraba Leoncio González de Granda, que escribió la sección «Disparos al vuelo». Casi todos los trabajos iban sin firmas. Fueron colaboradores Rafael Abellán (entre 1879 y 1883), Valentín de Novoa, Juan Antonio Almela, entre otros, y su administrador era Miguel Ruiz. Publicó dos hojas, tituladas Revista Católica Semanal de La Fé y Hoja Literaria y Científica de La Fé.

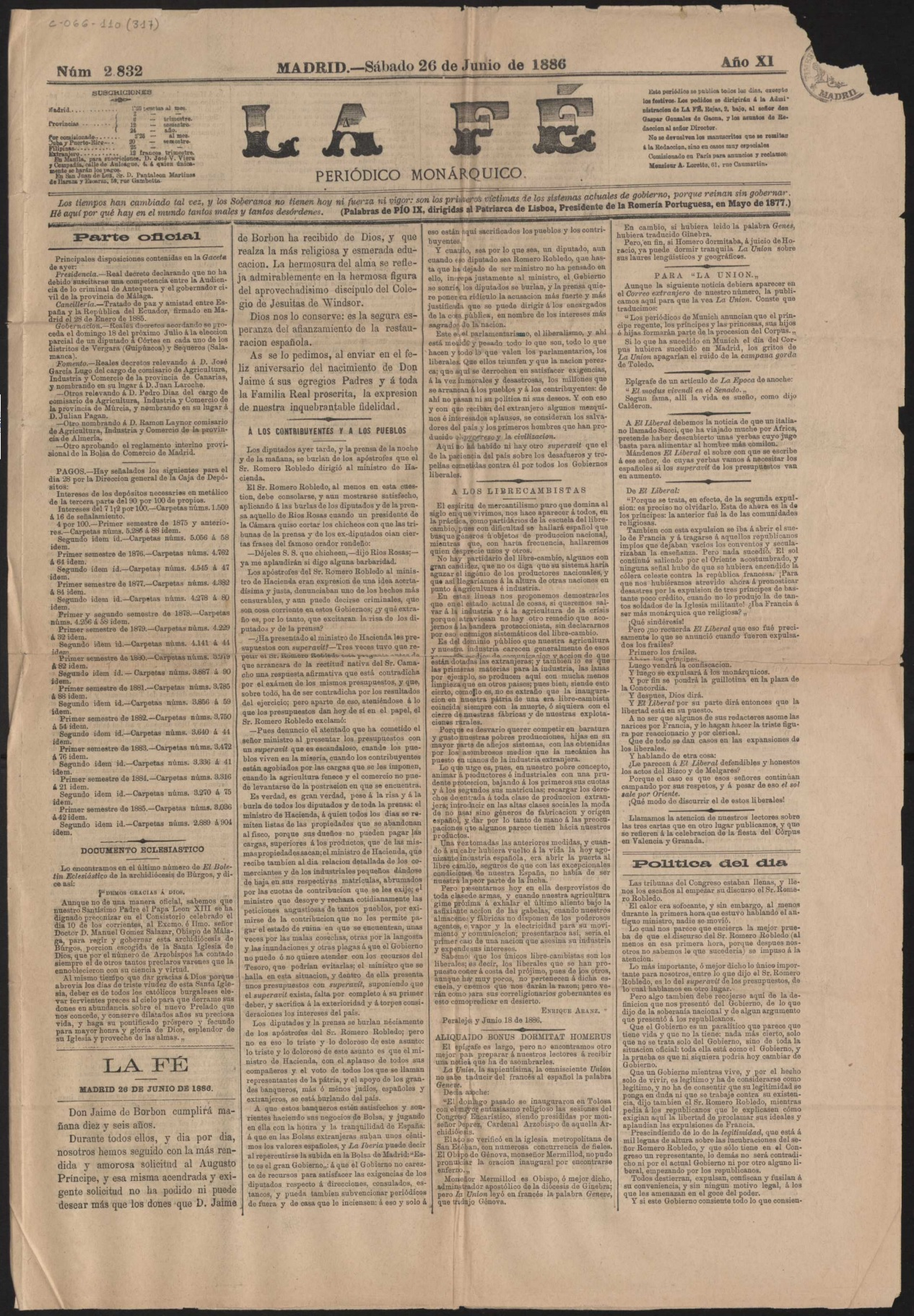
Primera página de La Fé (26/06/1886)

La Fé vio en el representante de Don Carlos, Cándido Nocedal, y su hijo Ramón, elementos perturbadores, y los combatió rudamente, así como al periódico de ambos, El Siglo Futuro, y los semanarios que a su sombra iban creándose. La disputa entre ambos periódicos se originó cuando El Siglo Futuro acusó a La Fé de mesticería (complicidad con el liberalismo) por acoger con respeto el llamamiento en 1880 de Alejandro Pidal «a las honradas masas carlistas», que trataba de atraerlos hacia una política católica posibilista dentro del régimen de la Restauración, en lo que se conocería como Unión Católica, apoyada por buena parte del episcopado español.
Por su parte, La Fé sostenía que Cándido Nocedal, un recién llegado al carlismo, no podía erigirse en director de la prensa católico-monárquica, y acusaría a El Siglo Futuro de estar matando al carlismo al pretender convertirlo en obstáculo y rémora para la Iglesia en España y en juez y señor de los obispos y hasta del mismo papa León XIII.
A causa de sus continuas disputas con El Siglo Futuro, el 28 de enero de 1881 el diario fue desautorizado por Don Carlos mediante una carta que decía:

A los directores de La Fé.

Habiendo resultado inútiles las advertencias, más amistosas que severas, que en diferentes ocasiones os he dirigido; vista la insistencia con que tratáis de entorpecer mis instrucciones y, mejor pudiera decir, mis órdenes, declaro que el periódico La Fé ha dejado de ser intérprete de la política tradicionalista, de la cual soy el único representante y jefe.
Con esta fecha envío a don Cándido Nocedal copia de la presente declaración.

París 28 de Enero de 1881. — Carlos.

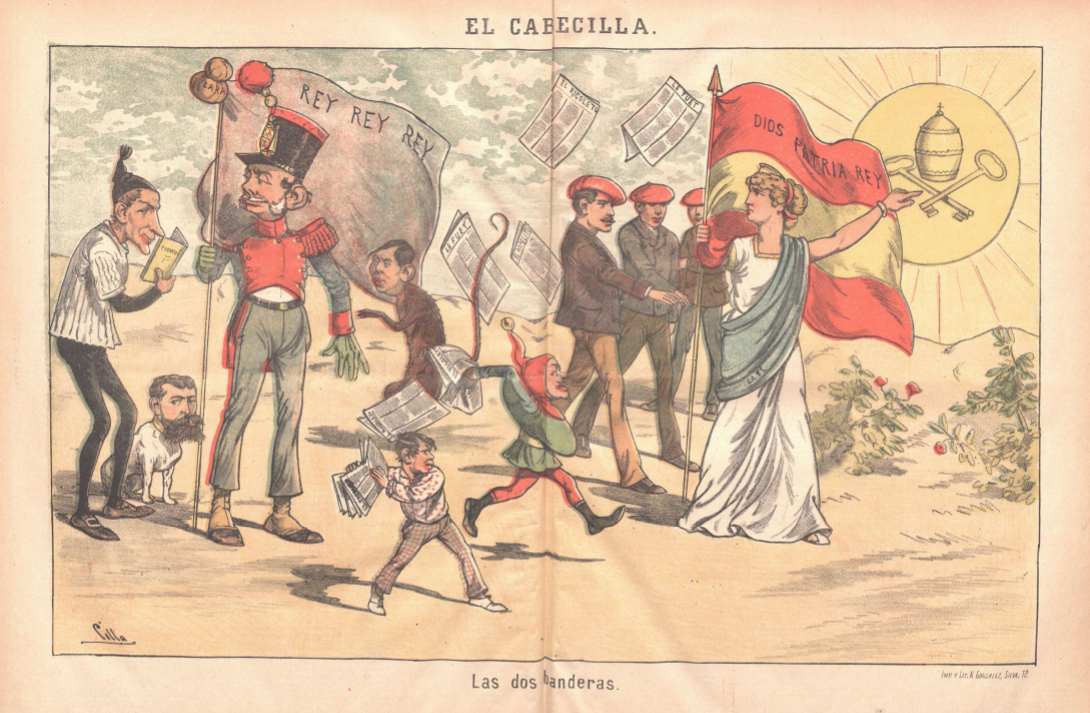
Las dos banderas (1882), dibujo satírico en El Cabecilla que representa a La Fé portando la bandera carlista de «Dios, Patria, Rey» y al director de El Siglo Futuro, Cándido Nocedal, vestido de Miliciano Nacional, la cesarista y regalista de «Rey, Rey, Rey».

Desde las páginas de La Fé, en 1881 el antiguo zuavo pontificio José María Carulla promovió una peregrinación carlista a Roma.
Antes de que se intensificase el conflicto entre la prensa carlista, Isidoro Ternero, partidario de La Fé, afirmó haber ido a ver a Cándido Nocedal para suplicarle que cesaran los escándalos de El Siglo Futuro con los obispos y evitara que —según sus propias palabras— «un día pudiera ser condenada la comunión carlista por actos o doctrinas que pudiéndose considerar como de ella, se separaran de la doctrina católica y fueran condenadas por la Iglesia». Ante la negativa de Nocedal, Ternero crearía el semanario El Cabecilla, declarando la guerra a Nocedal con estas palabras:

Pues ¡guerra á muerte! guerra al perturbador de nuestro partido, al que quiere arrancar de nuestros corazones carlistas la fé, la obediencia y el amor á los Prelados, al que quiere matar á D. Cárlos y á la causa carlista, al mayor enemigo que ésta, y por tanto la causa de la Iglesia y de España, ha tenido en este siglo y desde el de los enciclopedistas del pasado, que fueron los maestros de nuestro enemigo.

Por su parte, Vildósola, escribió:

¡Gracias, benditísimo San José; gracias! Cesó la prueba, y ahora ¡á la lucha! ¡A la lucha, católicos, por la Iglesia y por la patria, contra todos los que intenten separarse de la Iglesia! ¡á la lucha contra todos los que insulten á Dios en sus venerables Pastores! ¡Agrupaos á mi alrededor, católicos, y volvamos á las antiguas campañas con la antigua bandera! Y todo por Dios y su Iglesia; todo por el Santo Pontífice de Roma, nuestro único Rey; todo por los Prelados. ¡Gracias, bendito San José!

Desplazados del favor del Duque de Madrid, el 4 de noviembre de 1882, festividad de San Carlos Borromeo, los partidarios de La Fé mandaron a Don Carlos el siguiente telegrama:

Italia. — Venecia — Palacio Loredan — D. Cárlos de Borbon. — Setenta tradicionalistas, generales, jefes, oficiales y periodistas, reunidos en fraternal banquete con motivo de la festividad de San Cárlos, felicitan al señor duque de Madrid y renuevan su juramento de morir por la causa que todos ellos han defendido, cuyo programa cristiano, español y monárquico, está en la carta á D. Alfonso, que en vano quieren adulterar masones y liberales mal arrepentidos.

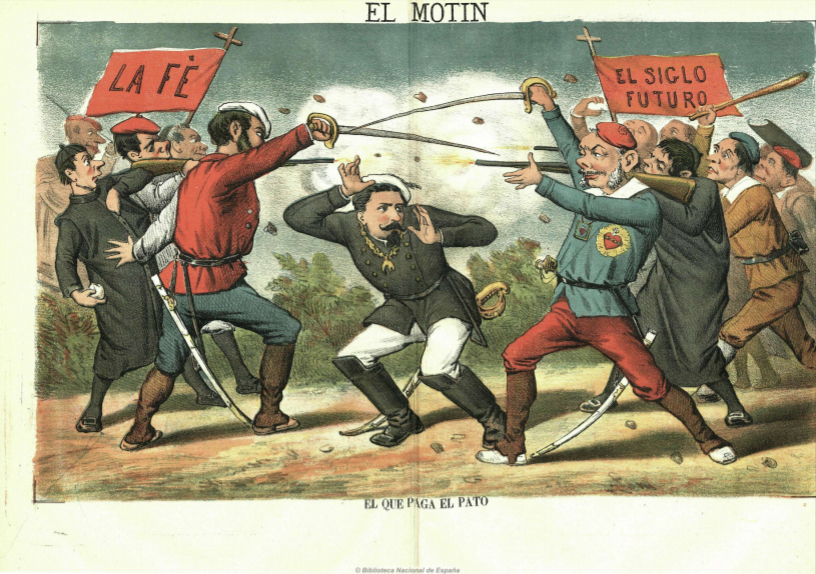
El que paga el pato (1882), dibujo satírico en el periódico anticlerical El Motín, que se alegraba del conflicto interno del carlismo, diciendo:
«Los carcas de la Fé y los de El Siglo Futuro tirándose religiosamente su monarquismo á la cabeza, y D. Cárlos en medio pagando los vidrios rotos. Sigan destrozándose así, y con eso nos ahorrarán á los liberales el trabajo de apabullarlos el día que triunfe la libertad; pues al paso que llevan no van á quedar dentro de poco... ni los rabos.»

El escritor y periodista carlista Navarro Cabanes definiría años después el telegrama como «sentida adhesión» y el comportamiento del diario La Fé como el de un «fiel guardián a la puerta de la mansión del Tradicionalismo». No obstante, El Siglo Futuro, viéndose aludido en la frase «masones y liberales mal arrepentidos», consideró insultante el telegrama, y calificó de motín contra Don Carlos y su delegado en España el banquete en el Café Inglés de Madrid el 4 de noviembre de 1882 organizado por La Hoz, Vildósola y Rafael Balanzátegui. Don Carlos, a su vez, recibió la felicitación con desdén. Asimismo, la creación del semanario El Cabecilla fue vista por El Siglo Futuro como una provocación de «los rebeldes».
En diciembre de 1882 el pontífice romano llegaría a intervenir en la disputa de la prensa católica española publicando una carta encíclica, Cum multa, en la que afirmó que no era posible identificar a la Iglesia con un partido político concreto.
A pesar de las acusaciones de mesticería vertidas por El Siglo Futuro contra La Fé, desde las páginas de La Fé también se atacó al periódico pidalino La Unión por pretender que el carlismo debía disolverse en un único partido católico bajo la jefatura de los obispos.
Tras la muerte de Cándido Nocedal, Don Carlos decidió asumir personalmente la dirección del partido, defraudando a quienes pensaban que nombraría jefe delegado a Ramón Nocedal. La tensión entre ambos diarios continuó. El Siglo Futuro llegó a defender la reinstauración de la Inquisición española y el 16 de enero de 1888 La Fé publicó un artículo titulado «Nuestra política», que presentaba una posición si bien dentro del carlismo, no concorde con el integrismo defendido por El Sigo Futuro, por lo que se acentuó la lucha sobre dos puntos de vista distintos que Don Carlos creía que podían subsistir dentro del carlismo. El Duque de Madrid intervino personalmente advirtiendo a Ramón Nocedal que no toleraría que se convirtiera en atizador perpetuo de discordia entre carlistas y el 9 de julio acabó expulsando a El Siglo Futuro del carlismo. Nocedal se rebeló entonces y el 22 de agosto de 1888 El Siglo Futuro y más de una veintena de periódicos expulsados firmaron el llamado «Manifiesto de Burgos» que daría origen al partido integrista.
En este contexto, los redactores de La Fé acabaron recobrando el favor del pretendiente, que permitió que este diario se fundiera el 7 de diciembre de 1891 en El Correo Español, nuevo órgano del carlismo fundado por Luis María de Llauder por mandato de Don Carlos, y que la redacción del viejo diario ingresara en el nuevo periódico. El Correo Español afirmaría a este respecto: 

La fusión de La Fé en nuestro periódico no tiene el alcance que han pretendido y pretenden darle los espíritus malévolos, interesados en la ruina de nuestro gran partido. En este hecho no hay ni imposición ni violencia; obedece á miras de unificación y de paz, y, por tanto, es un hecho del que no resultan ni vencedores ni vencidos. Aspiramos á recuperar nuestras antiguas fuerzas á las cuales la unidad prestó acerada templanza; y para conseguir ese objeto todos los hombres de buena voluntad deben aportar el contingente de su abnegación.

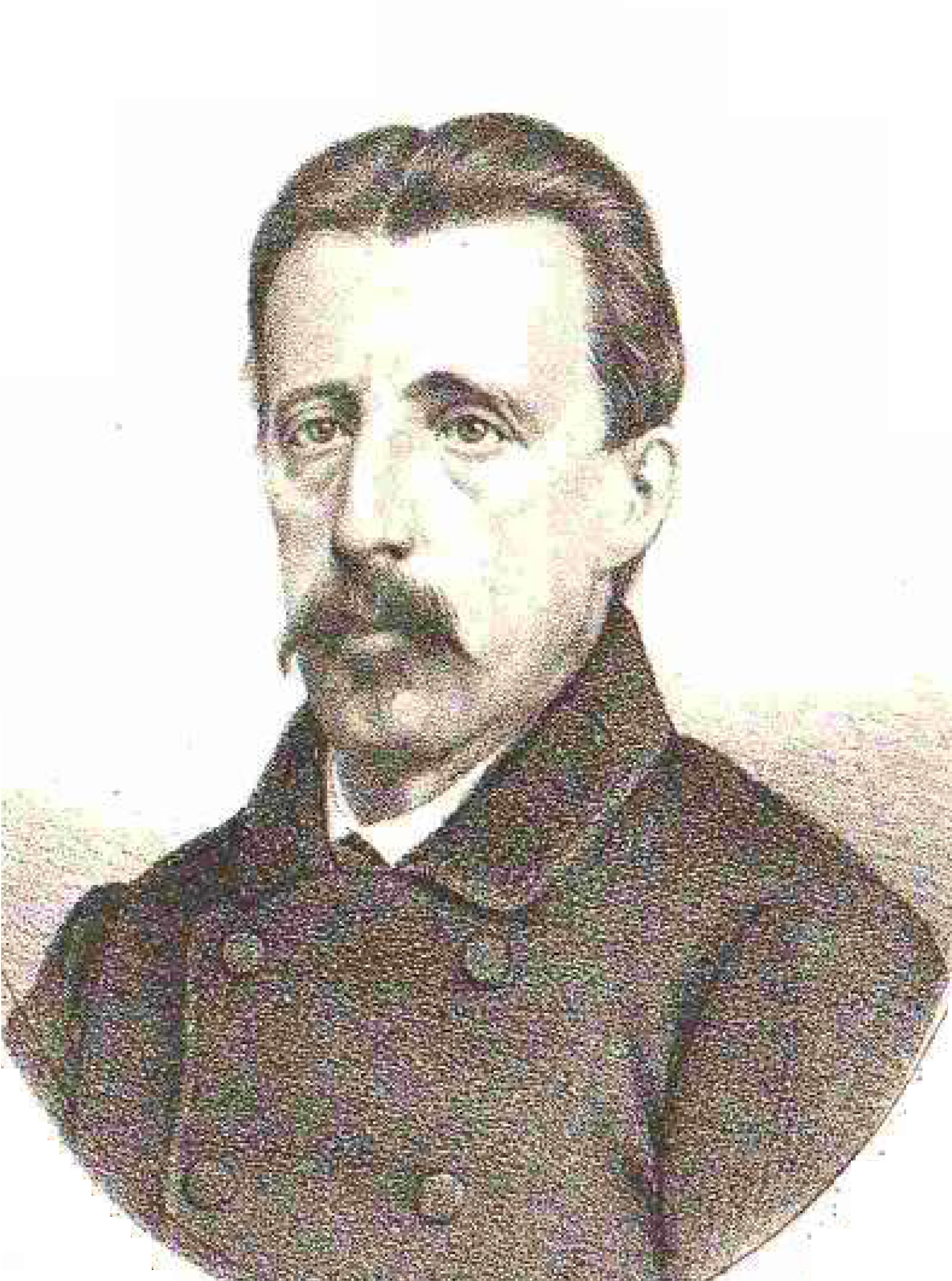
Antonio Juan de Vildósola (1829-1893), primer y último director de La Fé.

A su vez, su rival El Siglo Futuro publicó un artículo titulado «¡S.T.T.L.!» en el que afirmaba que a los carlistas no les había valido rendirse a La Fé, y que se le daba muerte para «ver de vivir en paz y de procurar la unificación», pero que la verdadera causa de la desaparición del periódico era el debilitamiento del partido carlista, declarando que:

Realmente, el Sr. Vildósola fundó La Fé para combatir a EL SIGLO FUTURO; pasó casi toda su vida haciendo guerra á la política de D. Cándido Nocedal, agraviándole y agraviando á su hijo y á cuantos vió á su lado; y logró que desde D. Cárlos hasta el último de los actuales carlistas le diesen la razón y la imitasen en el combate, en la guerra y en los agravios, hasta que resultó pálido cuanto ella había dicho y hecho al lado de lo que sus imitadores hicieron y dijeron, desde D. Cárlos hasta el último de los carlistas. Dentro de su partido no se podia imaginar triunfo más grande.

Le faltó arte para aprovecharse de él, y circunspección y modestia. Un dia sí y otro no, y los de enmedio también, se lo echaba en cara á D. Cárlos y á los carlistas, con aquello de sin solución de continuidad y otras arrogancias y escarceos, cosa que, como es natural, resultaba cargante para los vencidos. Llegó La Fé hasta insinuar un dia, no hace mucho, que si El Correo Español era el órgano oficial de D. Cárlos, ella era órgano del partido carlista. No cayó La Fé en la cuenta de que el partido carlista había venido tan á menos que, aun no estando tan dividido, aun estando todo entero con ella, no la podia prolongar su vida mucho tiempo; ni se hizo cargo de que D. Cárlos y sus más allegados, así heridos y sofocados por ella todos los dias, harían cuantos sacrificios fueran menester para sostener á El Correo Español y no verse doblemente derrotados por La Fé. Pero, en fin, su primer triunfo es innegable.

## Acusaciones a Cándido Nocedal
En su número 3.895, correspondiente al 30 de enero de 1890, La Fé publicó un artículo atacando al fenecido Cándido Nocedal, en algunos de cuyos párrafos, reproducidos por Navarro Cabanes, afirmaba:

Para algunas gentes, y aun algunas de ellas nada nocedalinas, don Cándido Nocedal fué siempre un constante apologista y un incansable defensor de la Iglesia y de la monarquía. Del mismo modo hay muchas gentes que creen que don Cándido Nocedal, mientras ejerció la delegación de Don Carlos, logró organizar fuertemente la Comunión carlista, proporcionándola grandes triunfos e imponiendo respeto a sus mismos adversarios. Durante seis años, y día por día, se ha repetido esto en todos los órganos del nocedalismo; y a fuerza de repetirlo, se ha llegado a tomar por artículo de fe lo que es una pura leyenda.

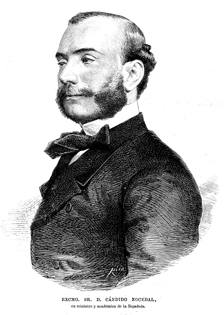
Cándido Nocedal (1821-1885), fundador de El Siglo Futuro

Don Cándido Nocedal fué alternativamente en su vida pública, en sus actos políticos y en sus escritos literarios, enciclopedista volteriano, jansenista al descubierto, doctrinario regalista y monárquico dictatorial. Jamás estuvo, ni política ni religiosamente, en terreno firme. ¿Se quieren las pruebas? Pues allá van muy compendiadas; pero pueden ampliarse. En sus primeros años de vida pública y literaria escribió una Historia de España, de la que ya se conocen algunos extractos, gracias a El Pensamiento Galaico, que los dió a luz. Pues basta ver esos extractos para reconocer que la tal Historia es digna de figurar en la enciclopedia de Diderot y D'Alembert, y que no la hubiera concebido y escrito, con diferente espíritu y estilo, el doceañista más recalcitrante.
Pues si ahora nos trasladamos a los últimos años de la vida de don Cándido Nocedal, recordando las cartas que escribía a Vergara y eran condenadas por la autoridad eclesiástica, y sus arrogantes declaraciones a los Prelados, se tendrán en la vida de don Cándido suficientes testimonios de que jamás estuvo en el verdadero terreno en sus opiniones religiosas. Tan pronto se presentaba discípulo de Diderot como émulo de Jansenio; pero en el fondo, ni era Jansenio ni Diderot. Porque era todo lo que le convenía ser, siguiendo las circunstancias, para satisfacción de las ambiciones que abrigaba. Pero tampoco esas ambiciones tenían meta determinada, porque abarcaban todas las que se encierran en una soberbia sin igual.
Respecto a sus opiniones políticas, las fluctuaciones y cambios de don Cándido Nocedal son aún más conocidas, y están mejor probadas. En 1841 era fiscal de Espartero, asistiendo a las Vistas con uniforme de miliciano nacional; dos años después cantaba, en romances ramplones, las glorias de Prim. En 1854 se inclinaba a la conservaduría y al moderantismo. Pero sin perjuicio de pedir un monumento para O'Donell por lo de Vicálvaro, en Manzanares, y una corona para el general que ahogó en sangre el levantamiento de Zaragoza. En 1856 logró ser ministro moderado, y al reconocimiento del reino de Italia, casi se separó de doña Isabel. Acusaba a los carlistas de ser los causantes de todos los daños a la Iglesia y la Patria, y daba el último viva que se oyó en España a la soberana del reconocimiento del reino de Italia.
El año 71, veinticuatro horas después de haber buscado, como alfonsino, un distrito en las Baleares, se presentaba a la Junta Central Católico-monárquica pidiendo, como carlista, los distritos de Valmaseda y Pravia. Dos años después, al decretarse la prisión de la Junta Central, se retiraba a la vida privada, y en ella permanecía, negándose a ir al Norte durante la guerra y escribiendo después de ella cartas como la que no hace mucho se ha publicado.

De los últimos años de la vida política de don Cándido hablaremos al tratar de las falsedades nocedalinas, porque viene mejor; pero con lo dicho basta y sobra. ¿Qué queda, en efecto, ante estos hechos que han pasado a la vista de todo el mundo, de la leyenda en cuya virtud se nos presenta a don Cándido Nocedal como el apóstol y evangelista, jefe y maestro de una escuela o de un partido que aspira a restaurar la pureza e integridad del Catolicismo en el orden social, en la vida de las familias y en la gobernación de los pueblos?

## Publicaciones
El diario publicó novelas tales como El tirador canadés. Novela histórica mejicana, por J. Amard (traducida al español para La Fé por Franco de Vildósola y de la Hoz); Un crucero en el mar de la India, Un corsario («Marcoff»), El rey de los gavieros, por Ernest Capendu; El honor de un apellido; Lágrimas y sonrisas, por Walter Scott; Capuletos y Montescos, por Felice Romani; La pista del crimen, por Wilkie Collins; o La Encina de Blaschmar, por Mary Elizabeth Braddon, que se hallaban a la venta en la Administración del periódico.